# Faglia di Guaymas
La faglia di Guaymas è una la più grande delle faglie trasformi a movimento laterale destro presenti sul fondale marino del Golfo di California, nell'Oceano Pacifico, al largo della costa dello stato messicano di Sonora.
La faglia, che prende il nome dalla città messicana di Guaymas, fa parte della zona di rift del Golfo di California, l'estensione settentrionale della dorsale del Pacifico orientale, e collega tra loro il bacino di San Pietro martire, situato a all'estremità meridionale della faglia di San Lorenzo, a nord, e il bacino di Guaymas, un rift ricco di sorgenti idrotermali, a sud.
In letteratura la faglia di Guaymas è spesso raggruppata con altre tre faglie trasformi a nord di essa nel sistema di faglie chiamato sistema di faglia trasforme di Guaymas. Queste tre faglie sono, da nord a sud, la faglia di Ballenas, la faglia di Pardita e la faglia di San Lorenzo ed il sistema di faglia che esse formano assieme alla faglia di Guaymas si estende per circa 325 km collegando il bacino di Delfin, a nord, con il bacino di Guaymas, a sud.
Il terremoto di grande intensità più recente registrato lungo questa faglia è stato quello del 12 aprile 2012, che ha raggiunto una magnitudo momento di 6,9.